# Liste von theologischen Nachschlagewerken
Hier finden sich theologische Nachschlagewerke der christlichen, jüdischen und islamischen Theologie und Religionswissenschaft.

## Theologie
- Biographisch-Bibliographisches Kirchenlexikon
- Catholic Encyclopedia
- Cathopedia
- Evangelisches Kirchenlexikon
- Internationales Abkürzungsverzeichnis für Theologie und Grenzgebiete
- Reallexikon für Antike und Christentum
- Lexikon für Theologie und Kirche
- Realenzyklopädie für protestantische Theologie und Kirche
- Sacramentum Mundi
- Theologische Realenzyklopädie

## Theologische Fachlexika
- Augustinus-Lexikon
- Dictionnaire d’archéologie chrétienne et de liturgie
- Dictionnaire d’histoire et de géographie ecclésiastiques
- Dictionnaire de Trévoux
- Evangelisches Soziallexikon
- Jesuitenlexikon
- Lexikon der antiken christlichen Literatur
- Lexikon der christlichen Ikonographie
- Mennonitisches Lexikon
- Ökumenisches Heiligenlexikon
- Orthodoxe Theologische Enzyklopädie

Archäologische Lexika
- Personenlexikon zur Christlichen Archäologie
- Dictionnaire d’archéologie chrétienne et de liturgie

## Bibellexika
- Anchor Bible Dictionary
- Das wissenschaftliche Bibellexikon im Internet
- Jerusalemer Bibellexikon
- Encyclopedia of the Bible and Its Reception
- Dictionary of Deities and Demons in the Bible

## Judaistik
- Encyclopaedia Judaica
- Encyclopaedia Hebraica
- Historisches Handbuch der jüdischen Gemeinschaften in Westfalen und Lippe
- Jewish Encyclopedia
- Jewish Virtual Library
- Jüdisches Lexikon
- Philo-Lexikon. Handbuch des jüdischen Wissens

## Islamwissenschaft
- Encyclopædia Iranica
- Encyclopaedia Islamica, Hrsg. von Wilferd Madelung und Farhad Daftary
- Encyclopaedia of the Qur'ān, Hrsg. von Jane Dammen McAuliffe
- The Encyclopaedia of Islam
- Enzyklopädie des islamischen Rechts (Kuwait)
- Enzyklopädien aus dem islamischen Kulturkreis
- İslâm Ansiklopedisi
- Islam-Pedia, deutschsprachige Online-Enzyklopädie
- Türkiye Diyanet Vakfı İslâm Ansiklopedisi
- WikiIslam, Online-Islam-Wiki

## Religionswissenschaft
- Das wissenschaftlich-religionspädagogische Lexikon im Internet
- Encyclopaedia of Religion and Ethics
- Handbuch religionswissenschaftlicher Grundbegriffe
- Religion in Geschichte und Gegenwart

## Mythologie
- Lexikon der ägyptischen Götter und Götterbezeichnungen
- Ausführliches Lexikon der griechischen und römischen Mythologie
- Lexicon Iconographicum Mythologiae Classicae
- Wörterbuch der Mythologie

## Online-Lexika
- Das wissenschaftliche Bibellexikon im Internet
- Das wissenschaftlich-religionspädagogische Lexikon im Internet
- Jewish Virtual Library

## Listen der Wikipedia
Da diese Listen als Nachschlagewerk dienen, werden sie hier aufgeführt.
- Liste von Religionen und Weltanschauungen
- Liste der Länder nach Religion
- Liste christlicher Konfessionen
- Liste der Päpste
- Liste jüdischer Feste
- Liste der Könige Israels
- Liste religiöser Amts- und Funktionsbezeichnungen
- Liste von Wallfahrtsorten
- Liste von Wallfahrtsorten in Deutschland
- Liste der christlichen Häresien
- Liste von Jesus-Romanen
- Liste theologischer Fachbibliotheken

Bibel
- Liste der Bibelhandschriften vom Toten Meer
- Liste der Papyri des Neuen Testaments
- Liste biblischer Bücher
- Liste biblischer Personen
- Liste biblischer Propheten
- Liste der Heilungswunder in der Bibel
- Liste von Frauen in der Bibel
- Liste geographischer und ethnographischer Bezeichnungen in der Bibel
- Liste von Bibelverfilmungen
- Liste der Richter Israels
- Liste der im Neuen Testament erwähnten Personen des Alten Testaments
- Liste der Gleichnisse Jesu
- Liste von Namen und Titeln des Jesus von Nazareth
- Liste deutscher Vornamen aus der Bibel
- Liste von Texten der Logienquelle Q
- Liste bekannter Philologen der Hebräischen Bibel
- Liste bekannter Philologen des Neuen Testaments
- Liste der Alttestamentler der Universität Göttingen

Sakralbauwerke
- Liste der höchsten Sakralgebäude
- Liste der größten Kirchen
- Liste der ältesten Kirchen der Welt